# Брамбелл, Иан
Иан Брамбелл (англ. Iain Brambell; род. 10 ноября 1973, Brentwood Bay) — канадский гребец, выступавший за сборную Канады по академической гребле в период 1997—2008 годов. Бронзовый призёр летних Олимпийских игр в Пекине, обладатель бронзовой медали чемпионата мира, дважды серебряный призёр Панамериканских игр в Санто-Доминго, многократный призёр этапов Кубка мира, победитель и призёр многих регат национального и международного значения.

## Биография
Иан Брамбелл родился 10 ноября 1973 года в поселении Брентвуд-Бэй провинции Британская Колумбия.
Начал заниматься академической греблей в 1987 году. Состоял в гребных командах во время учёбы в Университете Западного Онтарио и в Университете Брока, неоднократно принимал участие в различных студенческих регатах.
Дебютировал на международном уровне в сезоне 1997 года, когда впервые вошёл в основной состав канадской национальной сборной и выступил в парных двойках лёгкого веса на чемпионате мира в Эгбелете. Год спустя на аналогичных соревнованиях в Кёльне вновь стартовал в той же дисциплине.
В 1999 году выступил на двух этапах Кубка мира, в распашных безрульных четвёрках лёгкого веса занял шестое место на домашнем мировом первенстве в Сент-Катаринсе.
Выиграв бронзовую медаль на этапе Кубка мира 2000 года в Вене, удостоился права защищать честь страны на летних Олимпийских играх в Сиднее — в зачёте лёгких безрульных четвёрок сумел квалифицироваться лишь в утешительный финал В и расположился в итоговом протоколе соревнований на седьмой строке.
В 2001 году получил бронзовую и две серебряные награды на этапах Кубка мира, тогда как на мировом первенстве в Люцерне финишировал пятым.
В 2002 году в лёгких безрульных четвёрках одержал победу на этапе Кубка мира в Люцерне, взял бронзу на чемпионате мира в Севилье.
На мировом первенстве 2003 года в Милане в лёгких безрульных двойках показал седьмой результат, в то время как на Панамериканских играх в Санто-Доминго стал серебряным призёром лёгких безрульных четвёрках и в восьмёрках.
Находясь в числе лидеров гребной команды Канады, благополучно прошёл отбор на Олимпийские игры в Афинах — здесь в лёгких безрульных четвёрках стал пятым.
После афинской Олимпиады Брамбелл остался в составе канадской национальной сборной и продолжил принимать участие в крупнейших международных регатах. Так, в 2006 году в лёгких безрульных четвёрках он занял четвёртое место на мировом первенстве в Итоне.
В 2007 году в той же дисциплине был четвёртым на чемпионате мира в Мюнхене.
Участвовал в Олимпийских играх 2008 года в Пекине — на сей раз в программе безрульных четвёрок лёгкого веса пришёл к финишу третьим позади экипажей из Дании и Польши — тем самым завоевал бронзовую олимпийскую медаль. Вскоре по окончании этих соревнований принял решение завершить карьеру профессионального спортсмена.
Женат на известной канадской гребчихе Лариссе Бизенталь, призёрке Олимпийских игр и чемпионатов мира.